# Lentini (famiglia)
Lentini o Leontini, famiglia nobile siciliana che può vantare origini molto antiche. Secondo lo storico e genealogista Filadelfo Mugnos il primo della famiglia sarebbe esistito nell'anno 813. Godette nobiltà in Messina dal X secolo al XVI. 

## Esponenti principali
- Lanfranco, nobile cavaliere, viene indicato dal Mugnos come il primo Lentini esistente. Nell'anno 813 aveva difeso con grande energia la sua città Lentini (Leontinum). Proprio per quegli eventi cominciò a portare quel cognome. Suoi figli furono Rinaldo e Gerardo;

La famiglia fiorì molto presto e si diffuse a Messina con appunto Lanfranco e successivamente con Nicolò e Gerardo, straticoti di Messina nel 1123, il cui operato fu così apprezzato che vennero loro consegnati i castelli di Buccherio e di Palizzolo.
- Giovanni nominato viceré d'Abruzzo dall'imperatore Enrico VI, è maestro della Regia dogana de secretis di Messina.

### I Vespri Siciliani
- Alaimo - Come descrive il dottor A. Mango di Casalgerardo nel suo Nobiliario di Sicilia, "Alaimo, discendente dai precedenti, per i servizi prestati alla casa d'Aragona in occasione dei celebri “Vespri Siciliani” ottenne dal re Pietro la signoria di Butera, le terre di Palazzolo e di Buccheri e, per la moglie Macalda Scaletta, possedette la terra di Ficarra. Fu egli governatore di Messina, maestro giustiziere del regno di Sicilia, ecc. e infine tradì la fede del re Aragonese e passò al partito degli Angioini ma pagò il tradimento con la vita".
- Tommaso ottiene il feudo baronale di Castelvetrano. La baronia viene poi tolta da Re Federico III di Aragona che la consegna a Bartolomeo Tagliavia. Tutto avviene sul finire del XIII secolo, un periodo di scontri sanguinosi e tradimenti per il controllo della Sicilia. Finita la prima fase dei Vespri Siciliani nel 1282 con la ritirata di Carlo I d'Angiò e dell'armata francese, nell'Isola rimangono gli spagnoli e gli Aragona. Il conflitto si riaccende poco dopo. Il 26 marzo del 1296, Federico d'Aragona, luogotenente del Regno di Sicilia per conto di Re Giacomo II di Aragona, viene incoronato Re di Sicilia (Giacomo vuole disimpegnarsi dalla lotta con gli Angiò firmando un trattato con Carlo lo Zoppo e i siciliani si scelgono il nuovo Monarca). L'esercito dell'Isola parte quindi all'attacco e invade la Calabria, allora sotto il controllo angioino. Nell'agosto di quell'anno l'armata siciliana raggiunge Rossano e la espugna. Le cose si complicano nel 1297, con il conflitto che si sposta ancora in Sicilia e le forze di Giacomo II che tentano di riprendersi l'Isola. Molte le vittime e non pochi i traditori che passano al nemico. Bartolomeo Tagliavia rimane fedele a Federico III, così nel 1299 ottiene la Baronia di Castelvetrano per l'estromissione di Tommaso Lentini accusato, invece, di tradimento. Ed è la seconda volta che un Lentini se la vede male per un atto d'infedeltà nei confronti di un regnante Aragona.

## Gli ultimi esponenti storici
Conclusa l'esperienza dei Vespri siciliani e della contrapposizione Aragona/Angiò, la sequenza genealogica Lentini ha continuato ininterrotta.

Così la descrive nel suo Nobiliario, il dottor A. Mango di Casalgerardo.
- Il barone Alanfranco, figlio di Antonio (vivente nel 1417) che sposò Donna Bianca Gravina, figlia di Giacomo, barone di Palagonia. Loro figli furono: Giacomo, investito nel 1453 dei feudi paterni, Antonio, Polidoro, Calcerano, Matteo e Alaimo;
- La baronessa Caterina Lentini, moglie del barone di Partanna Goffredo Grifeo Maniace, il quale nel 1243, come scrive il canonico Rocco Planeta "militò strenuamente al servizio dell'Imperatore Federico II ottenendo la conferma del titolo".
- Antonio acquista i feudi di Cucco e San Basile, possedimenti che trasmette al figlio Lanfranco, a sua volta padre di Giacomo, il quale fu senatore di Catania fra il 1468 e il 1469, oltre a ottenere la conferma dei due predetti territori il 31 luglio 1453.
- Sebastiano fu giudice e straticò[1]di Messina negli anni 1558 e 59.
- Anton Giacomo lo si trova iscritto alla mastra nobile del Mollica.
- Mario il 26 agosto 1665 ottenne l'investitura del feudo di Nicchiara.
- Laura-Maria Lentini e San Basile fu duchessa della Montagna Reale e principessa di Patti, nel 1681, figlia di Giacomo Antonio e sorella di Antonia.
- Angela Rosa Lentini, figlia del barone Giovanni Battista e moglie di Alessandro Castriota Scanderbeg.
- Antonia Lentini e San Basile, nata nel 1600 da Giacomo Antonio Lentini, moglie di D. Vincenzo Zapata De Tassis e madre della marchesa Donna Vittoria Zapata De Tassis Lentini, sposata al marchese D. Antonio Lanza; il marito e poi la figlia detenevano l'ufficio di corriere maggiore del Regno di Sicilia, gestendo il sistema postale.
- Antonietta Corseri Lentini San Basile (dei signori delle Terre di Castelvetrano) che sposò nel 1885 il Conte Rosario Di Bella di Santa Sofia, barone di Cavachi e Signore di Rivisco.

## Leontini di San Basilio
Non si sa per quale ragione Ruggero II diede il feudo all’archimandrita di Messina. Nel 1283 un Giovanni di San Basilio figura tra gli “equites” di Lentini chiamati al servizio da re Pietro I.
Il “dominus” (signore/condottiero in guerra) Alafranco Lentini (di San Basilio) l’11 febbraio 1300 aveva ricevuto l’investitura di Pettineo e risultava stratigoto di Messina (l’8 agosto 1320) e giustiziere di Palermo nel 1326-27 e nel 1328.
Il 23 novembre 1331 la R.C. rilasciò una cedola con la quale si dettavano le modalità di scambio tra il casale Pettineo di Alafranco di San Basilio e il casale Convicino (Barrafranca) di Francesco Ventimiglia, conte di Geraci, “nel rispetto delle prerogative feudali di Pietro d’Antiochia, signore di Mistretta, nella cui baronia rientrava Pettineo”. Il 7 marzo 1332 con rogito del notaio Nicola Sammarata di Polizzi, avvenne tra i due feudatari lo scambio di Pettineo con Convicino. Nel 1332 un privilegio di re Federico III d’Aragona confermò i termini della permuta dei due casali (cancelliere Pietro di Antiochia).
Nella Deputazione Feudale del 1335 figurava titolare dei feudi Siccafari (in Val di Noto presso Licata), Comitium (Convichino, attuale Barrafranca) e San Basilio (in Val di Noto e territorio di Lentini) che gli assicuravano un reddito di 264 onze annuali. 
Successivamente, in virtù delle ultime volontà testamentarie di Alafranco di S. Basilio, i suoi fidecommissari furono incaricati di vendere Convicino e Siccafari per soddisfare i molti legatari testamentari, e solo con un certo ritardo, dovuto all’assenza di Manfredi Chiaramonte che era uno dei suoi fidecommissari, si giunse alla vendita dei suddetti feudi. Il 23 dicembre 1337 fu emanato un decreto da parte della Magna Regia Curia (MRC) che permise il 28 dicembre 1337 la stipula dell’atto pubblico di vendita del casale Convicino ad Abbo Barresi. L’8 dicembre 1337 il re Pietro confermò la suddetta vendita.
Alafranco morì senza figli e gli successe nel feudo di San Basilio il cugino Alaynuccio di Alaymo (o di San Basilio o Aloisio de Santo Basilio) che comparve nell’adoa del 1345 domiciliato a Lentini e tassato per 3 cavalli armati (equivalenti a un reddito di 60 onze). Parisia, moglie di Alaymo di San Basilio, possedette Ucria, ma per la continuata dimora di quest’ultima fino al termine della sua vita presso i nemici angioini di Lentini ed altri luoghi, il casale venne devoluto al fisco. Nel 1354 fu assegnato a Ruggero Lamia.
Alafranco Lentini figlio di Alaynuccio(?) e la moglie Venturella vendettero nella V Indizione 1366-67 a Enrico di Santo Stefano il feudo Visamino (Val Di Noto, in territorio di Caltagirone), appartenente a Venturella. Il 17 aprile 1370 furono chiamati a corrispondere lo “ius decime” per la vendita dei feudi Viscara (o Biliscara) e Ribichino (o Libellini) (in val di Noto) a Pietro Capoblanco.
Il nipote Giacomo di Lentini ottenne la conferma del privilegio per San Basilio. Nel ruolo feudale del 1408 signore dei feudi di San Basilio e Luculo (?) figurava Antonino Lentini di San Basilio. Nel 1453 per atto della camera reginale, il feudo di San Basilio, Cucco e Castellana, era di Antonio di Lentini, padre di Alafranco ed avo di Giacomo che ottenne la conferma del privilegio dalla regina Maria. Successivamente figura un Giacomo Lentini di San Basilio la cui figlia sposò Angelo Balsamo (1506). Da questo momento la Famiglia Lentini perde il titolo di Barone di San Basilio poiché il 14 marzo 1641 Pietro Balsamo comprò dalla Regia Corte, per la somma di 500 scudi, l’investitura del mero e misto impero, ottenendo i feudi su indicati che risultano staccati dal territorio di Lentini 
Il barone D. Giuseppe De Cristofaro, padre dell’arciprete Don Mario, nel marzo del 1818 comprò dal principe di Cattolica (Giuseppe Bonanno Branciforte ? – figlio di Francesco Antonio e di Caterina Branciforte Pignatelli, figlia di Salvatore, principe di Butera) il feudo di Castellana, dove sorge San Basilio, per il prezzo di 20.000 e 10 onze. Ottenne la relativa investitura con il titolo di Barone di San Basilio e fu l’ultima investitura a causa dell’abolizione della feudalità.

## Lentini di San Calogero
Un ramo calabrese della famiglia Lentini ebbe la baronia di San Calogero. Si ricorda Franceschella, sposa nel XV secolo del Duca Marzano di Sessa.

## Lentini di Castelvetrano
Gli esponenti del ramo della casata di Castelvetrano (ancora fiorente) si distinsero per avere ricoperto i ruoli primari nel governo della pubblica amministrazione locale, allora denominata Università (la c.d. "nobiltà di toga"). Figure di rilievo furono, soprattutto a partire dalla seconda metà del XVII secolo, il dottore in legge Don Girolamo (1679+1729), che fu giurato negli anni 1727-1728 e sindaco negli anni 1723-1724, dalla cui moglie, Donna Francesca Modica e Gerbino, nacquero i tre figli: 
- Antonino, sacerdote, sodale dal 1744 della Compagnia dei Bianchi, che ricoprì i ruoli di Abate di Santa Maria, Protonotaro Apostolico e Vicario Foraneo.

- Vito Maria (+1756), Arciprete della Matrice dal 1754 al 1756, laureato in Utroque Jure alla Sapienza di Roma nonché Commissario del Sant'Uffizio e Canonico presso il Capitolo della Collegiata di S. Pietro.

- Don Salvatore (1726+1791) dottore in legge, sposato con la nobile palermitana Donna Contessa Leo e Rametta, dei baroni della Scala, che fu Giurato dell'Università di Castelvetrano negli anni 1745-1746; 1757-1758; 1766-1767 Capitano di Giustizia nel 1749-50 e Sindaco negli anni 1750-51; 1756-57 nonché Governatore della Compagnia dei Bianchi nel 1762. Ancora  nel sec. XVIII si distinsero:
- Don Agostino, dottore in legge, che rivestì le cariche di Giudice d'Appellazione, Capitano di Giustizia, Sindaco e Avvocato Fiscale.
- Mons. Giuseppe, Dottore in Utroque Jure presso la Sapienza Romana (1704) -Confrate della Nobile Compagnia dei Bianchi nel 1709. Egli fu Canonico presso l'Insigne Chiesa Collegiata dei SS. Pietro e Paolo.

I membri di questa famiglia risultano tutti ascritti presso la Venerabile Compagnia dei Bianchi, fin dall'anno 1663. 
Sempre nel XVIII secolo degni di menzione sono:  
•Donna Anna Maria Lentini e Mangiapane, sposata col nobile trapanese barone Giovanni de Vita, dalla cui unione nacque Francesco Saverio de Vita e Lentini (1737+1806) già Ciantro del Capitolo della Cattedrale di Mazara e nominato Vescovo Titolare di Filomelia nel 1792. 
- Giovanni Lentini e Leo, figlio di Salvatore, fu Canonico Tesoriere (seconda dignità, dopo quella di Decano) della Insigne Chiesa Collegiata di San Pietro, Delegato del Giudice del Tribunale della Regia Monarchia (Apostolica Legazia di Sicilia), Cappellano dell'Abbazia Cistercense di S. Maria di Terrana, presso Caltagirone, nonché visitatore di monasteri e beneficiale della chiesa campestre di N. S. della Tagliata.
- Don Girolamo (1755+1812) dottore in legge, che fu capitano di giustizia tra il 1788-89, successivamente giurato e poi sindaco, nel 1802-1803, sposato con Donna Francesca Maria Scurto, di nobile famiglia di Salemi ed il fratello Don Giovan Vito (1762+1837) dottore in legge, che ricoprì più volte la carica di giurato. Dal matrimonio fra Girolamo Lentini con Francesca Maria Scurto nacquero:

- Salvatore; Giovanni; Mario; Vittoriano e Giovanni Vito. Il primogenito, nato a Castelvetrano nel 1788, laureatosi in legge, sposò a Palermo nel 1816, la nobildonna  Donna Giuseppa di Somma e Berrocal. Costui fondò nel feudo di Strasatto, in un latifondo di sua proprietà, la chiesa di N. S. dei 7 Dolori. Morì nel 1849 a Palermo, nella sua residenza cittadina ovvero il Palazzo Muriel de Berrocal, sito in Rua Formaggi e venne seppellito nella tomba di famiglia sita presso il Cimitero Santa Maria di Gesù.
- Don Giovanni, nacque a Castelvetrano nel 1798 e ivi morirà nel 1847. Laureatosi anche lui in legge, esercitò la professione di avvocato. Sposò Donna Antonia Leone e Vella, figlia dell'avvocato Carmelo, all'epoca il maggior produttore di grano della provincia di Trapani. Giovanni Vito entrò nella Compagnia di Gesù, conseguì il dottorato in Sacra Theologia; ebbe fama di poliglotta nonché di erudito. Morì nel capoluogo siciliano nel 1871. Vittoriano entrò nell'ordine dei Carmelitani, assumendo il nome di Fra Alberto. Anch'egli fu dottore in Teologia e divenne Procuratore Generale e Provinciale del suo Ordine, nonché cappellano della Chiesa di N. S. della Soledad, della Nazione spagnola. Morì a Palermo nel 1869.
- Mario, nato nel 1802, fu Ispettore della Real Percettoria in Palermo.

Dall'unione fra Don Giovanni Lentini (1798+1847) e Donna Antonia Leone nacquero: 
- Don Girolamo (1827+1886) insigne giureconsulto, che sposerà Donna Margherita Paola e Blasi dei baroni della Salina. Da questa unione nasceranno due figli: Antonia (1853) sposata con il dottore in legge Giuseppe Piccione dei Frangipane, antica famiglia di gabelloti, e Giovanni (1855+1906) farmacista.

- Carmelo (1830+1905) patriota, che si iscrisse alla Facoltà di Lettere presso l'Università di Pisa e poi studiò alla Facoltà di Legge, presso l'ateneo palermitano; sposatosi a Tangeri (Marocco) con Rosa Palumbo, famiglia di latifondisti di Salaparuta (il cui nonno paterno fu medico presso il corpo consolare italiano in Marocco e il di lei padre fu il noto naturalista Augusto). Carmelo Lentini e Leone fu Direttore della locale Biblioteca Comunale, nonché Professore di materie letterarie presso il R. Ginnasio di Castelvetrano; costui fu il primo sindaco della città dopo l'Unità d'Italia.

- Maria Teresa, sposata con il medico chirurgo Giacomo Corseri, la cui figlia, Donna Antonietta, sposerà il Tenente Colonnello Rosario Di Bella dei Conti di Santa Sofia.

- Francesco, ingegnere, cui si deve il progetto del teatro comunale SELINUS.

Ulteriori personaggi di rilievo, del ramo di Castelvetrano, che sono degni di menzione: 
•Girolamo (1817+1895)  Letterato castelvetranese, autore del Saggio: “Necessità di una istruzione primordiale del popolo,, Castelvetrano, 1848. Socio del Circolo di Cultura "Parini", sodalizio che, nel Risorgimento, riuniva la gioventù liberale e progressista; fu giornalista pubblicista del periodico "Il Progresso Municipale", era sposato con Donna Contessa Cusa e Lazio de Quiros 
- Rosario Lentini Somma(1819+1886) che nel 1848 ricoprì l'incarico di Commissario Straordinario del potere esecutivo del Distretto di Mazara del Vallo e successivamente di quello di Alcamo; quindi nel 1864 venne nominato capo della Guardia Nazionale. Si distinse nel campo della ricerca scientifica ed ottenne riconoscimenti a livello internazionale per alcune scoperte in ambito botanico e geofisico (come ricordato dal Di Marzo).

- Vittoriano Lentini Somma (nato a Palermo il 29 dicembre 1828 e morto nel capoluogo siciliano il 27 dicembre 1900), fratello di Rosario, fu il capo del Comitato rivoluzionario centrale siciliano nel 1852, nonché giudice, presso il Tribunale di Caltanissetta, quindi Procuratore Generale della Corte di Appello di Messina e successivamente Presidente di Sezione della Corte d'Appello di Catania dal 1886 al 1899. Finalmente Presidente di Sezione della Corte d'Appello di Palermo dal 1º Marzo 1899 al 27 Dicembre 1900. Vittoriano Lentini Somma fu insignito delle seguenti onorificenze: Cavaliere dell'Ordine Supremo della SS. Annunziata ("cugino del Re"). Commendatore dell'Ordine della Corona d'Italia. Commendatore dell'Ordine dei SS. Maurizio e Lazzaro.

- Margherita Lentini Somma (sorella dei già citati Vittoriano e Rosario) vestì l'abito domenicano e fu moniale presso la Badia Grande di Castelvetrano e successivamente passò presso il Monastero della Pietà alla Kalsa, in Palermo. A lei dobbiamo il salvataggio del Trittico dell'Annunziata, una tempera su tavola di scuola fiammimga, risalente al XV secolo, opera che si trovava nella Chiesa della SS. Annunziata in Castelvetrano e che Suor Beatrice (questo il nome in religione di Margherita) provvide e preservare dalle razzie garibaldine.

- Donna Francesca Lentini Somma, sposò a Trapani Francesco dei baroni de Blasi, da questa unione nacque Raffaele, ufficiale d'artiglieria del R. Esercito, che sposerà Teresa Fardella, dei marchesi di Torre Arsa (nata a New York nel 1867 e morta a Trapani nel 1957). Rimasta vedova di Raffaele de Blasi, Teresa Fardella abbraccerà, col consenso dei figli, lo stato ecclesiastico, fondando la congregazione religiosa femminile delle Figlie Povere di M. SS. Incoronata. Il suo corpo riposa a Trapani, nella Chiesa di N. S. dei Sette Dolori, sita in Corso Vittorio Emanuele. Ella è riconosciuta dalla Chiesa Cattolica come "Venerabile". Attualmente è in corso il processo di beatificazione.
- Ancora si ricordano -tra i membri che han dato lustro alla nobile casata- i viventi gemelli M° Michele e M° Antonino Lentini, figli del defunto  Ins. Giuseppe (1926+2021) nati a Castelvetrano nel 1956 e distintisi in ambito musicale; autori di numerose composizioni. Laureatisi  presso il Conservatorio di Musica di Catania e di Caltanissetta. Tutti gli altri omonimi residenti nella cittadina belicina sono pertanto da considerarsi omonimi non avendo alcun legame di parentela con la storica famiglia.

## Divisione della famiglia
Intorno al 1650 la famiglia si divise, una parte restò in Sicilia, mentre l'altra si recò in Basilicata, dopo altri cinquant'anni, la parte di famiglia in Basilicata, si divise ulteriormente e una parte andò nella vicina Puglia, a Taranto, questa parte della famiglia cadde, purtroppo, in disgrazia e rimasero senza soldi. Un esponente che possiamo ricordare della famiglia a Taranto è Cataldo Lentini, nato il 16 gennaio 1780 e morto il 7 maggio 1882 a 102 anni, a quell'epoca era considerato l'uomo più vecchio dell'intera regione ed uno dei più vecchi di tutta Italia. 

## Arma
Blasone: di rosso, con cinque fuselli d'oro accollati in banda.

- Variante: di rosso, a cinque fusi d'oro, accollati in banda, accompagnati in capo, da un giglio di giardino dello stesso.
- I Baroni di Castelvetrano aggiunsero in campo d'azzuro due leoni d'oro affrontati e controrampanti ad una torre merlata e finestrata dello stesso, a motivo del matrimonio contratto, alla fine del XVI secolo, tra Tommaso IV Lentini con Donna Giuseppa Ferro, nobile trapanese.

Corona di Barone.